# Manipulation (1991)
Manipulation ist ein britischer animierter Kurzfilm von Daniel Greaves aus dem Jahr 1991.

## Handlung
Das reale Arbeitzimmer eines Comiczeichners. Auf einem weißen Blatt malt er einen Comicmännchenkopf und wischt ihn vom Blatt. Es folgt ein Comicmännchenkörper, der ebenfalls verworfen wird. Ein rotes Farbglas kippt um. Das Blatt wird zerknüllt. Der Zeichner geht.
Das Comicmännchen setzt sich zusammen und erscheint auf dem neuen Blatt. Es beginnt, mit dem Farbklecks zu spielen, saugt die Farbe mit einem Strohhalm auf, formt sie zu einem Ball und wird schließlich von der wildgewordenen Farbkugel verfolgt. Anschließend erscheint der Zeichner, von dem man stets nur die weißen Handschuhe sieht. Er spielt mit dem Männchen, hängt es an Fäden auf, zerdrückt und zerknüllt es, faltet es, verwischt sein Gesicht und schneidet es aus. Das Männchen wird wütend und will fliehen. Es zerkratzt das Papier und formt das weiße Blatt zu einer es umgebenden Kugel. Der Zeichner schlägt auf die Papierkugel. Das Männchen hat Mühe, aus dem Blattwirrwar herauszukommen. Am Ende fällt es vom Tisch und der Zeichner wirft es in den Papierkorb.
Der Zeichner verlässt das Zimmer. Langsam zieht sich das Papiermännchen aus dem Mülleimer empor und blickt begeistert ins Zimmer.

## Produktion
Manipulation kam am 1. Januar 1991 in die Kinos. Der Film besteht aus Animationssequenzen, die mit Realfilmaufnahmen gemischt werden.

## Auszeichnungen
Manipulation gewann 1992 den Oscar in der Kategorie „Bester animierter Kurzfilm“.
Auf dem Bilbao International Festival of Documentary and Short Films wurde Manipulation als bester Animationsfilm 1991 mit dem Golden Mikeldi ausgezeichnet. Auf dem europäischen Cartoon-Forum erhielt Daniel Greaves für den Film 1992 den Cartoon d’Or und wurde im Bereich Mixed-Media-Animation 1992 auf dem Ottawa International Animation Festival mit dem Media Prize ausgezeichnet. In der Sparte Animationsfilm zwischen fünf und 15 Minuten Länge gewann Manipulation 1991 den WAC Award der World Animation Celebration.